# ساندر دو ویژن
ساندر دو ویژن (انگلیسی: Sander de Wijn؛ زادهٔ ۲ مهٔ ۱۹۹۰) بازیکن هاکی روی چمن اهل پادشاهی هلند است.